# Registracijske oznake za cestovna vozila u Urugvaju
Na registracijskim pločicama za cestovna vozila (automobile, kamione, autobuse, radna vozila i radne strojeve, motorkotače) iz Urugvaja postoje ove oznake:

## Početne oznake departmana
Svaka registracijska oznaka započinje početnom oznakom departmana od jednog slova:
| Departman      | Oznaka |
| -------------- | ------ |
| Artigas        | G      |
| Caneones       | A      |
| Cerro Largo    | E      |
| Colonia        | L      |
| Durazno        | Q      |
| Flores         | N      |
| Florida        | O      |
| Lavalleja      | P      |
| Maldonado      | B      |
| Montevideo     | S      |
| Paysandú       | I      |
| Río Negro      | J      |
| Rivera         | F      |
| Rocha          | C      |
| Salto          | H      |
| San José       | M      |
| Soriano        | K      |
| Tacuarembó     | R      |
| Treinta y Tres | D      |

## Vrste oznaka
- Putnička oznaka za osobna vozila.
- Oznaka za motorkotač.
- Službena oznaka.
- Oznaka za vozila hitne pomoći.
- Oznaka za liječničko vozilo.
- Departmanska oznaka.
- Oznaka za intendante (predsjednike) departmana.